# Zeche Kurze Eggersbank
Die Zeche Kurze Eggersbank ist ein ehemaliges Steinkohlenbergwerk in Witten-Hardenstein. Das Bergwerk war auch unter dem Namen Zeche Kurze Eggebank oder Zeche Kurzeeggersbank oder Zeche Kurtzeggersbanck bekannt. Das Bergwerk befand sich im Hardensteiner Tal.

## Geschichte

### Die ersten Jahre
Am 21. März des Jahres 1748 wurde die Mutung auf ein bereits früher bebautes Flöz eingelegt. Etwa um das Jahr 1750 wurde das Bergwerk betrieben. Es wurde ausgehend von diesem Betriebspunkt, der sich etwa 250 Meter südlich der Burgruine Hardenstein befand, in östlicher Richtung abgebaut. Im Jahr 1756 wurde der Bereich vermessen, vermutlich war das Bergwerk im Anschluss an die Vermessung in Betrieb. Im Jahr 1771 war das Bergwerk nachweislich in Betrieb. Im Jahr 1774 wurde das Grubenfeld erneut vermessen. Im darauffolgenden Jahr wurde das Bergwerk zwar in den Unterlagen genannt, ob es in Betrieb war, ist aber nicht ersichtlich. Im Jahr 1784 war das Bergwerk in Betrieb. Die Förderung fand in einem Schacht statt, dessen Förderanlage mit einer Kette (eisernes Seil) ausgestattet war. Der Schacht hatte eine seigere Teufe von etwa 50 Metern. Am 29. Juni desselben Jahres wurde das Bergwerk durch den Leiter des märkischen Bergreviers, den Freiherrn vom Stein, befahren. Zu diesem Zeitpunkt waren das Förderseil (Kette) und der Rundbaum bereits in einem schlechten Zustand. Das Stollenmundloch war zwar noch offen, jedoch war der Stollen in einem sehr schlechten Zustand und nicht befahrbar. Die Zeche Kurze Eggersbank war eines von 63 Bergwerken, welche vom Stein auf seiner Reise durch das märkische Bergrevier befuhr. Vom Stein machte in seinem Protokoll Angaben über den Zustand des Bergwerks. Er bemängelte den Zustand des Schachtes, hier insbesondere den Zustand des Förderseiles und des Rundbaums. Vom Stein gab Anweisung, den Rundbaum des Schachtes auszuwechseln. Auch erschien ihm der Lohn der auf dem Bergwerk beschäftigten Bergleute als zu hoch angesetzt.

### Der weitere Betrieb
Im Jahr 1786 wurde ein tonnlägiger Schacht geteuft. Im Jahr 1792 wurde das Bergwerk durch den St.-Johannes-Erbstollen gelöst. In den weiteren Jahren, speziell genannt werden die Jahre 1796, 1800, 1803, 1805 und 1810, war das Bergwerk nachweislich in Betrieb. Im Jahr 1803 wurde gemeinsam mit weiteren Zechen der Vereinigungsstollen aufgefahren. Im Jahr 1815 waren ein Schacht und ein Stollen in Betrieb. Im selben Jahr wurde ein 185 Lachter langer Schiebeweg zur Ruhr erstellt. Im Jahr darauf wurde ein Längenfeld für den Abbau oberhalb der Stollensohle verliehen. Im März des Jahres 1819 wurde zunächst oberhalb der Stollensohle Kohle abgebaut, im Laufe desselben Jahres wurde das Bergwerk stillgelegt. Im Jahr 1829 wurde das Bergwerk in Fristen gelegt. Ab Juli des Jahres 1837 wurde das Bergwerk in den Unterlagen genannt. Im Laufe dieses Jahres wurde wiederum oberhalb der Stollensohle abgebaut. Es wurden 1547 Scheffel Steinkohle gefördert. Außerdem wurde gemeinsam mit der Zeche Morgenstern begonnen, zum Tiefbau überzugehen. Im Jahr 1839 konsolidierte die Zeche Kurze Eggersbank mit weiteren Bergwerken unterhalb der Stollensohle zur Zeche Vereinigte Morgenstern & Kurzeeggerbänker Tiefbau. In diesem Jahr wurden 3973 preußische Tonnen Steinkohle abgebaut. Am 18. September des Jahres 1854 fiel das Grubenfeld ins Bergfreie. Im Jahr 1884 wurde das ins Bergfreie gefallene Längenfeld Kurze Eggersbank unter dem Namen Wrangel neu verliehen.

## Wrangel
Die Zeche Wrangel in Witten-Hardenstein ist aus der Neuverleihung eines bereits ins Bergfreie gefallenen Längenfeldes entstanden. Über das Bergwerk wird nur sehr wenig berichtet. Ob das Bergwerk jemals in Betrieb war, ist nicht bekannt. Im Jahr 1885 konsolidierte die Zeche Wrangel mit der Zeche Gutglück zur Zeche Gut Glück & Wrangel.